# 大島ともよ
大島 ともよ（おおしま ともよ、1949年〈昭和24年〉- ）は、日本の編集技師である。

## 人物
1970年代初頭から、大島渚や寺山修司といった前衛作家の作品を若くして手がける。のきなみ著名な国際映画祭に出品するレヴェルの作品を編集し、現在、東京フィルメックス理事。

## 略歴
1949年（昭和24年）、秋田市に生まれる。
21歳になる1970年（昭和45年）、浦岡編集室に入り、編集技師の浦岡敬一に師事した。1972年（昭和47年）にはフリーランスの編集技師となり、現在に至る。
2006年（平成18年）、第7回東京フィルメックスのコンペティション審査員を、キム・ドンホ（審査員長、釜山国際映画祭ディレクター）や諏訪敦彦（映画監督）らとともに務めた。

## おもなフィルモグラフィ
- 『東京战争戦後秘話』、1970年　※出演のみ
- 『津軽じょんがら節』、1973年
- 『ゴッド・スピード・ユー! BLACK EMPEROR』、1976年
- 『オレンジロード急行』、1978年
- 『草迷宮』、1979年
- 『戦場のメリークリスマス』、1983年　※第36回カンヌ国際映画祭出品
- 『幻の光』、1995年　※第52回ヴェネツィア国際映画祭出品
- 『落下する夕方』、1998年　※第48回ベルリン国際映画祭出品
- 『心霊』、1996年
- 『御法度 (映画)』、1999年　※第53回カンヌ国際映画祭出品
- 『疾走』、2005年　※第56回ベルリン国際映画祭出品
- 『無花果の顔』、2007年　※第57回ベルリン国際映画祭出品
- 『クリアネス』、2008年
- 『The Harimaya Bridge はりまや橋』、2009年

## 註
1. 1 2 3 4  東京フィルメックス公式サイト内の「東京フィルメックス2006コンペティション審査員」の紹介記事の記述を参照。